# إدي ليونارد
إدي ليونارد (بالإنجليزية: Eddie Leonard) هو ممثل أمريكي، ولد في 17 أكتوبر 1870 في الولايات المتحدة، وتوفي في 29 يوليو 1941 بنيويورك في الولايات المتحدة.

## وصلات خارجية
- إدي ليونارد على موقع IMDb (الإنجليزية)
- إدي ليونارد على موقع أول موفي (الإنجليزية)
- إدي ليونارد على موقع قاعدة بيانات برودواي على الإنترنت (الإنجليزية)
- إدي ليونارد على موقع قاعدة بيانات الأفلام السويدية (السويدية)
- إدي ليونارد على موقع ديسكوغز (الإنجليزية)
- إدي ليونارد على موقع كينوبويسك (الروسية)